# Galeazzo Ciano
Gian Galeazzo Ciano (Livorno, 18 de marzo de 1903-Verona, 11 de enero de 1944), conocido también como conde Ciano, fue un político y aristócrata italiano. Ostentó el título nobiliario de conde de Cortellazzo y Buccari. Yerno del dictador Benito Mussolini y de Rachele Guidi, ejerció como ministro de Asuntos Exteriores del Reino de Italia entre 1936 y 1943. Ciano jugó un importante papel en el seno del régimen fascista, así como en la política exterior europea de entreguerras. Como ministro de Asuntos Exteriores fue uno de los artífices del Eje Roma-Berlín-Tokio, ya comenzada la Segunda Guerra Mundial. 
Ciano, sin embargo, comenzó a discrepar de la política oficial del régimen ante la sucesión de derrotas militares que cosecharon las fuerzas del Eje a partir de 1942. En julio de 1943 fue uno de los miembros del Gran Consejo Fascista que votó a favor de la destitución de Mussolini. Capturado con posterioridad, sería juzgado por traición. El 11 de enero de 1944 el conde Ciano fue fusilado a instancias de su suegro, y por presiones de la Alemania nazi.
Entre 1937 y 1943 escribió unos Diarios que han constituido una fuente esencial para el estudio y entendimiento tanto de las relaciones exteriores de entreguerra, como de los entresijos internos del régimen mussoliniano.

## Biografía

### Primeros años
Nació en Livorno el 18 de marzo de 1903, en el seno de una familia acomodada. Fue hijo del almirante italiano Costanzo Ciano, veterano de la Primera Guerra Mundial y uno de los primeros miembros del Partido Fascista.
En su etapa escolar llegó a tener un amor platónico con una chica judía, relación que sin embargo encontró con la frontal oposición de sus padres por motivos religiosos. Ciano, que era un joven tímido y estudioso, realizó estudios de derecho en la Universidad de Roma, licenciándose en 1925. Integrado posteriormente en el movimiento fascista junto con su padre, el joven Galeazzo tomó parte en la Marcha sobre Roma, en octubre de 1922. Costanzo Ciano se convirtió en uno de los más estrechos allegados a Mussolini, lealtad que el dictador premiaría en 1926 con la publicación de un documento secreto por el cual le designaba su sucesor en caso de muerte. Durante los primeros años de la dictadura fascista, Galeazzo Ciano fue asignado a diversos destinos diplomáticos en Brasil y en China, conociendo también Argentina.

### Carrera política
Miembro del círculo íntimo que rodeaba a Mussolini, el 24 de abril de 1930 Ciano contrajo matrimonio con Edda Mussolini, hija del dictador fascista, con lo que pasó a engrosar las filas de los principales jerarcas del régimen, además de acumular poder y riquezas, permitiéndole llevar un lujoso estilo de vida, al cual era bastante aficionado desde su adolescencia. No obstante, ya en su etapa en China el matrimonio Ciano comenzó a hacer vida separada.
Su suegro Mussolini le puso a cargo de la prensa y la propaganda del régimen: en septiembre de 1934 fue nombrado subsecretario de Prensa y Propaganda, y nueve meses después —en 1935— pasó a hacerse cargo del nuevo Ministerio de Cultura Popular, convirtiéndose entonces en el ministro más joven de Europa. Durante su mandato Ciano expandió la sección de propaganda a cuatro nuevos departamentos —propaganda, turismo, cinematografía y radio—. Participaría como oficial de la aviación italiana en 1935 durante las operaciones de la invasión italiana a Abisinia, actual Etiopía, en 1936. En abril de 1936 protagonizó con su avión una acción sobre la capital etíope, Adís Abeba, que alcanzaría mucha celebridad. A mediados de ese mismo año, Ciano pasó a ser titular del Ministerio de Asuntos Exteriores, ejerciendo un papel destacado en las negociaciones que llevarían a la alianza de la Italia fascista con la Alemania nazi y el Japón imperial, dando lugar al Eje Roma-Berlín-Tokio.

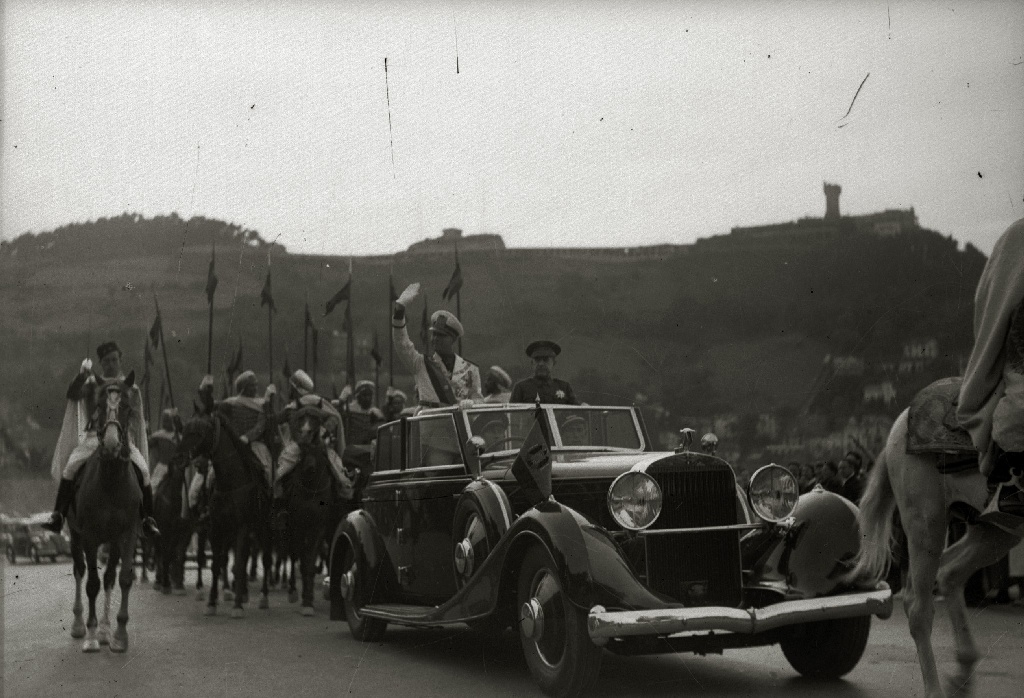
Francisco Gómez-Jordana Sousa y el Conde Ciano, escoltados por la Guardia Mora durante una visita a San Sebastián en 1939.

Ciano favoreció decididamente que Italia enviase el Corpo di Truppe Volontarie para luchar al lado del bando sublevado en la guerra civil española en 1936 y acompañó a Mussolini en la Conferencia de Múnich (septiembre de 1938). Pese a su juventud y su fama de frivolidad por su conocida afición al lujo y el glamour, que le generaba poca estima de gran parte de la élite fascista, Ciano mostró una aguda inteligencia política que acreditó en sus gestiones diplomáticas como los métodos de Italia para influir en la guerra de España eludiendo al Comité de No Intervención formado a instancias francobritánicas, el apoyo italiano a la anexión alemana de Austria, presiones a diversos Estados para que reconocieran al "imperio" italiano en Etiopía, y la celebración del Pacto de Acero entre Italia y Alemania.
No obstante, en el verano de 1939 Ciano rechazó las propuestas del Tercer Reich para que Italia se uniera militarmente a Alemania en una eventual nueva guerra europea, punto a partir del cual empezaron sus discrepancias con los líderes del nazismo. Así, cuando Alemania invadió Polonia el 1 de septiembre de 1939, Ciano se mostró contrario a que Italia entrase en el conflicto como aliado alemán o declarase la guerra al Reino Unido y Francia, estimulando por el contrario una política de "no beligerancia" al tener en consideración que la economía italiana no estaba preparada para soportar un esfuerzo bélico similar al del Tercer Reich. 
Tal conducta le causó ganarse desde entonces la desconfianza del propio Hitler y sobre todo del ministro nazi de Asuntos Exteriores, Joachim von Ribbentrop, quien le reprochaba a Ciano que una posible entrada de Italia en el conflicto en 1939 para apoyar a Alemania hubiese hecho desistir a franceses y británicos de solidarizarse con Polonia.

### Segunda Guerra Mundial
Tras la entrada del Reino de Italia en la Segunda Guerra Mundial como aliada de Alemania (el 10 de junio de 1940), Ciano empezó a demostrar molestia y desconfianza frente a la alianza germano-italiana, temiendo que una hegemonía alemana en Europa causara inevitablemente la pérdida de independencia italiana en vista de la notoria disparidad de fuerzas entre ambos países, que sólo nominalmente eran aliados en pie de igualdad. Ciano anotó en su Diario haber quedado impresionado por los rápidos y decisivos triunfos germanos en 1939 y la primera mitad de 1940. En contraste, las primeras derrotas italianas de 1940 en sus campañas bélicas del norte de África y en Grecia —en contraste con las aplastantes victorias alemanas en Escandinavia y Francia— convencieron a Ciano de que el régimen fascista no tenía fuerza militar suficiente para equipararse en poderío con su aliado nazi y que tarde o temprano Mussolini debería aceptar como ineludible que la Italia fascista quedase limitada a actuar como "potencia subordinada" del Tercer Reich en todo aspecto; las derrotas italianas continuaron en 1941, acentuando el pesimismo de Ciano.
Hacia finales de 1942 y tras la derrota germano-italiana en la batalla de El Alamein, seguida por los desembarcos estadounidenses de noviembre de 1942 en Marruecos y la grave derrota alemana en Stalingrado, Ciano abogaba secretamente ante Mussolini por una paz separada de Italia con el Reino Unido y Estados Unidos como único recurso para rechazar la hegemonía nazi sobre Europa, salvar la independencia italiana, y liberar a Italia de sus compromisos con un aliado que ya se perfilaba como perdedor en la guerra.
No obstante, la postura decididamente proalemana de Mussolini y la misma indecisión de Ciano impidieron un mayor desarrollo de estos planes durante 1941 y 1942. Precisamente Ciano se mantuvo inactivo en cuanto a cuestionar la adhesión pronazi de su suegro, pues no deseaba perder su cuantiosa riqueza personal, su glamoroso estilo de vida, ni sus grandes privilegios e influencia en calidad de jerarca fascista y yerno del propio dictador. El 4 de febrero de 1943 Ciano fue cesado en el cargo de ministro de Asuntos Exteriores, siendo reemplazado por el propio Mussolini, y de inmediato resultó nombrado embajador de Italia ante la Santa Sede. Tras su cese como ministro pasó a ser vigilado por la OVRA.

### Caída
Como seguía siendo miembro del Gran Consejo Fascista, Ciano votó a favor de la destitución de Mussolini en la sesión del 25 de julio de 1943, pero huyó a Alemania tras el arresto del dictador por orden del rey Víctor Manuel III y la formación del nuevo Gobierno presidido por el general Pietro Badoglio. 
Una vez en Alemania, Ciano fue retenido en suelo germano por orden de Hitler. Esperando, probablemente, que se le facilitase la huida a algún país neutral como Suiza o España, Ciano entregó a los alemanes diversa información que les resultó útil para llevar a término la operación destinada a liberar a Mussolini de su prisión en el Hotel Campo Imperatore del Gran Sasso en septiembre de 1943.

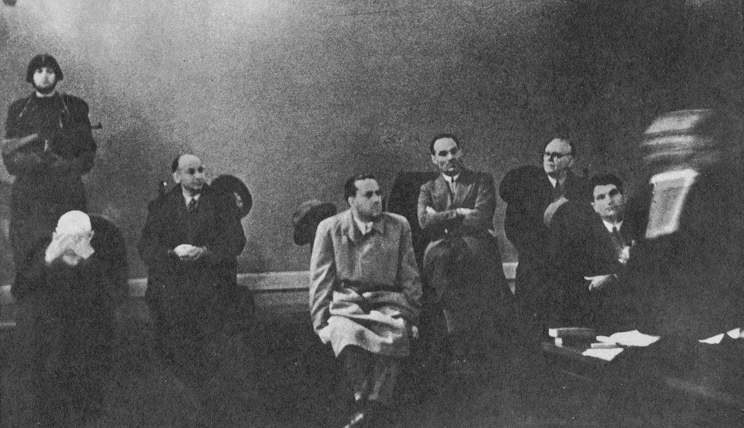
Ciano junto a otros acusados en el Proceso de Verona.

Sin embargo, Ciano nunca pudo trasladarse a un país neutral sino que fue retenido en Alemania, quedando en la práctica como prisionero de la Gestapo nazi. Debido a la gran desconfianza que hacia él sentían los jerarcas nazis desde hacía varios años, acentuada por haber apoyado la destitución de Mussolini, Ciano fue entregado por Alemania a las autoridades de la República Social Italiana (RSI), el nuevo Estado satélite que Mussolini presidía en el norte de Italia, bajo la protección de las tropas alemanas que ocupaban dicho territorio. 
Junto con otros cinco antiguos miembros del Gran Consejo Fascista que habían votado contra el dictador en julio de 1943 y habían sido apresados por la RSI, Ciano fue juzgado en el proceso de Verona (enero de 1944), acusado de alta traición y de colaboración con el enemigo. Ciano fue condenado a muerte debido a la fuerte presión del Tercer Reich, y el 11 de enero de 1944 fue ejecutado, sentado en una silla y de espaldas al pelotón de fusilamiento formado por soldados italianos, tras rechazar su suegro concederle un perdón in extremis.

## LosDiariosde Ciano
Desde el 22 de agosto de 1937 Ciano escribió unos Diarios, donde anotaba día a día sus impresiones y pensamientos sobre la polìtica exterior de la Italia Fascista y luego sobre los eventos de la Segunda Guerra Mundial desde una perspectiva centrada en Italia, abarcando casi todo el periodo en el cual Ciano ocupó el cargo de Ministro de Asuntos Exteriores, hasta el 5 de febrero de 1943, fecha de la última anotación en los Diarios y que coincide con su cese como ministro.

Los Diarios de Ciano fueron publicados en Suiza poco antes del término de la Segunda Guerra Mundial, en enero de 1945. Tras la muerte de Ciano en 1944, la Gestapo alemana intentó fallidamente adueñarse del manuscrito original de los Diarios debido a las crudas descripciones que allí se encontraban respecto a las intrigas de la política fascista y nazi, pero Edda Mussolini logró ocultar los textos hasta que pudieron llegar clandestinamente a Suiza. 

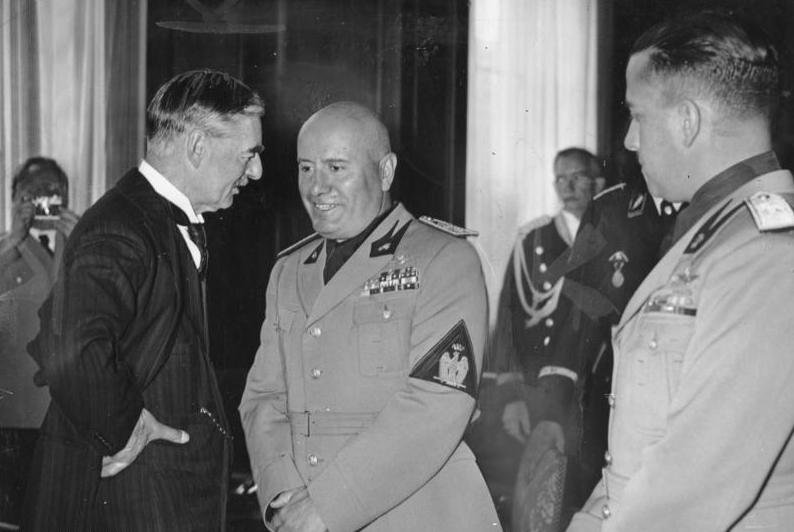
Neville Chamberlain charla con Mussolini, en el extremo derecho aparece Ciano.
Conferencia de Múnich (29 sept. 1938)

De hecho, los Diarios de Ciano constituyen hasta hoy una interesante fuente histórica sobre la vida política del fascismo italiano en sus últimos años, y sobre la Segunda Guerra Mundial desde la perspectiva de Italia, abarcando comentarios sobre países europeos aliados al Eje o neutrales, así como duros juicios personales de Ciano sobre diversos personajes tanto italianos como alemanes y de otras nacionalidades, junto con las opiniones íntimas del autor sobre la marcha de la guerra.  
Los Diarios muestran el optimismo inicial de Ciano sobre la política de expansionismo fascista en los días de la guerra civil española, sus grandes dudas sobre la conveniencia de aliar a Italia con el Tercer Reich, su negativa a que Italia se declarase en guerra a favor de Alemania en septiembre de 1939, sus impresiones sobre la marcha del Eje en la guerra, el notable contraste entre los continuos éxitos bélicos alemanes y los sucesivos fracasos militares italianos, y finalmente el pesimismo del autor por el futuro de la alianza bélica italoalemana tras los desastres de El Alamein y Stalingrado. 
Los Diarios mencionan muy pocos datos personales de la vida de Ciano, pero sí contienen bastante información de primera mano sobre las funciones diplomáticas que le encargaba Mussolini (como las entrevistas con embajadores extranjeros, o las visitas al Cuartel General de Hitler o a otros satélites del Eje), y comentarios de Ciano sobre sus charlas con líderes políticos y militares de la época, incluyendo apreciaciones sobre sus entrevistas con el propio Mussolini, así como de sus encuentros con Hitler, Ribbentrop, Göring, Laval, Alfred Jodl, Wilhelm Keitel, Miklós Horthy, Ante Pavelić, Mihai Antonescu, Ramón Serrano Suñer, entre otros más.

## Obras
- The Ciano Diaries 1939–1943: The Complete, Unabridged Diaries of Count Galeazzo Ciano, Italian Minister of Foreign Affairs, 1936–1943 (2000) ISBN 1-931313-74-1
- Ciano's diplomatic papers: being a record of nearly 200 conversations held during the years 1936–42 with Hitler, Mussolini, Franco; together with important memoranda, letters, telegrams etc. / por Malcolm Muggeridge; Londres, Odhams Press, (1948)